# День перший, день останній
«День перший, день останній» — український радянський художній фільм-мелодрама, знятий на кіностудії ім. О. Довженка в 1978 році на замовлення державного комітету СРСР телебачення і радіомовлення.
У фільмі використані хронікально-документальні матеріали кіностудій «Київнаукфільм», «Леннаукфільм», «Талліннфільм».

## Сюжет
Київський кінодокументаліст Андрій зі своєю групою знімає фільм в Таллінні — про місто та національне естонське співоче свято, про порт, море і мужніх людей, які присвятили своє життя нелегкій праці. Це режисерський дебют Андрія. Він в творчому пошуку і роботі. 
Під час зйомок знайомиться з робітницею порту — молодою естонкою Реет, до якої у нього з часом прокидаються любовні почуття. Реет відповідає взаємністю. Але вона одружена, виховує доньку. Заради збереження сім'ї Реет вирішує розлучитися з Андрієм.

## В ролях
- Любов Віролайнен — Реет
- Леонід Бакштаєв — Андрій
- Улдіс Ваздікс — Маргус, чоловік Реет
- Людмила Сосюра — кіномонтажниця
- Хеленд Пееп — дядько Юхан
- Лена Іллічова — Маріка, дочка Реет
- Метта Юрго
- В епізодах: Ігор Безгін, В'ячеслав Воронін, Костянтин Калд, Кюлі Калд, Р. Кальмус, В'ячеслав Капленко, Юліка Михайлик, Мерле Рандма-Ару, Г. Рееметс, Валерій Панарін.

## Знімальна група
- Автор сценарію: Володимир Амлінський
- Режисер-постановник: Юрій Ляшенко
- Оператор-постановник: Борис М'ясников
- Художник-постановник: Михайло Юферов
- Режисерка: Л. Малиновська
- Оператор: В. Гетя
- Асистенти: Олег Маслов-Лисичкін (ас. оператора), В. Супрун, Л. Горлань, В. Чупирев
- Комбіновані зйомки: оператор — Б. Серьожкін, художник — Віктор Демінський
- Редактор: Олександр Кучерявий
- Директор картини: Валерій Паржизек

## Саундтрек
- Композитор: Уно Найссоо
- У фільмі звучить інструментальна версія знаменитої теми «Manhã de Carnaval» («Ранок карнавалу») з фільму «Чорний Орфей» (1959), композитор — Луїс Бонфа
- У фіналі картини звучить старовинний вальс «Берізка» композитора Євгена Дрейзіна
- Камерний оркестр Талліннської філармонії, диригент — Ері Клас